# Wagner János (belgyógyász)

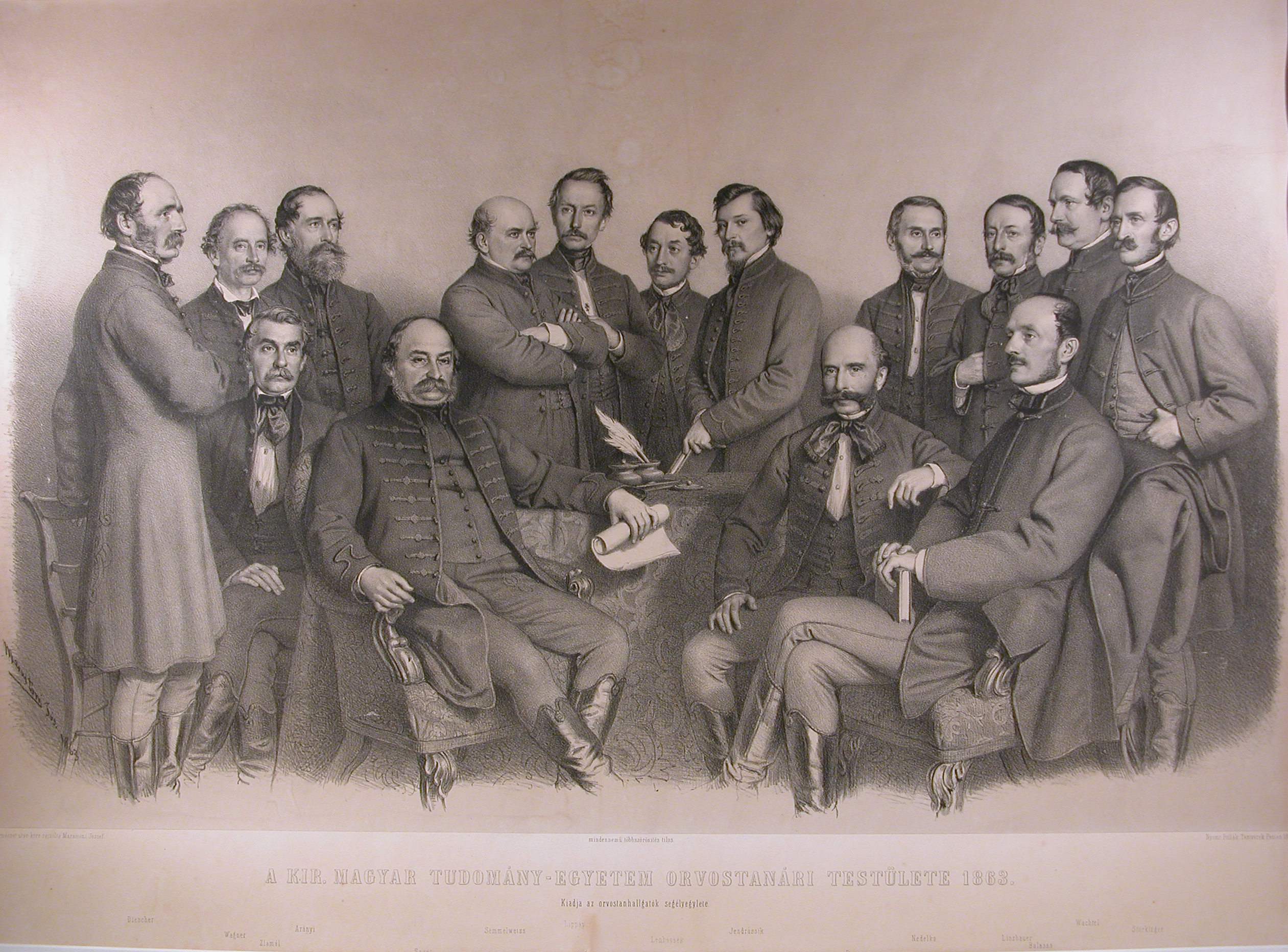
A Pesti Egyetem Orvostudományi Karának egyetemi tanárai 1863-ban. Balról jobbra állnak (1) Diescher János, (2) Wagner János, (3) Arányi Lajos, (4) Semmelweis Ignác (kezeit keresztben tartja), (5) Lippay Gáspár, (6) Lenhossék József, (7) Jendrássik Jenő, (8) Nedelkó Döme, (9) Linzbauer Ferenc, (10) Wachtel Dávid, (11) Stockinger Tamás. Ülnek: (12) Zlamál Vilmos, (13) Sauer Ignác, (14) Rupp N. János, (15) Balassa János. Festő Marastoni József

Wagner János (Komárom, 1811. július 18. – Budapest, 1889. január 2.) orvosdoktor, egyetemi tanár.

## Élete
Orvosi tanulmányokat 1828-tól Bécsben folytatott, s 1835-ben oklevelet szerzett. 1837-ben a királyi orvosegyesület alapító tagja volt, amelynek titkáraként is működött. 1842-ben választmányi tagja, 1844-ben alelnöke lett. 1846 és 1862 között az egyesület elnöke. 1847-ben a diaetetika és makrobiotika rendkívüli tanára lett, a következő évben pedig az általános kór- és gyógyszertani tanszék helyettes tanárává vált. 1861 és 1863 között a belgyógyászat nyilvános rendes tanára volt a sebészeti tanfolyamon, 1888-ig pedig az orvosi tanfolyamon. Sauer Ignác halála (1863) után 1864-ben kapta meg a gyakorlati belgyógyászati tanszéket. 1868-tól a közegészségügyi tanács rendes tagja; 1873-ban királyi tanácsos lett. 1885-ben 50 éves orvosi jubileumán megkapta a III. oszt. vaskoronarendet, s a bécsi egyetem díszdoktorává avatta. Két év múlva nyugdíjba vonult. Végrendeletében a Magyar Tudományos Egyetem részére tudományos ösztöndíjra tizenötezer forintot, a pesti evangélikus főgimnázium tanárainak egzisztenciális viszonyainak javítására húszezer forintot hagyott. Emellett hatalmas összeget (körülbelül százhúszezer forintot) hagyott a budapesti országos árvaház-egyletre.
A Balassa János és Markusovszky Lajos vezette orvosokból álló társaság aktív tagja volt.

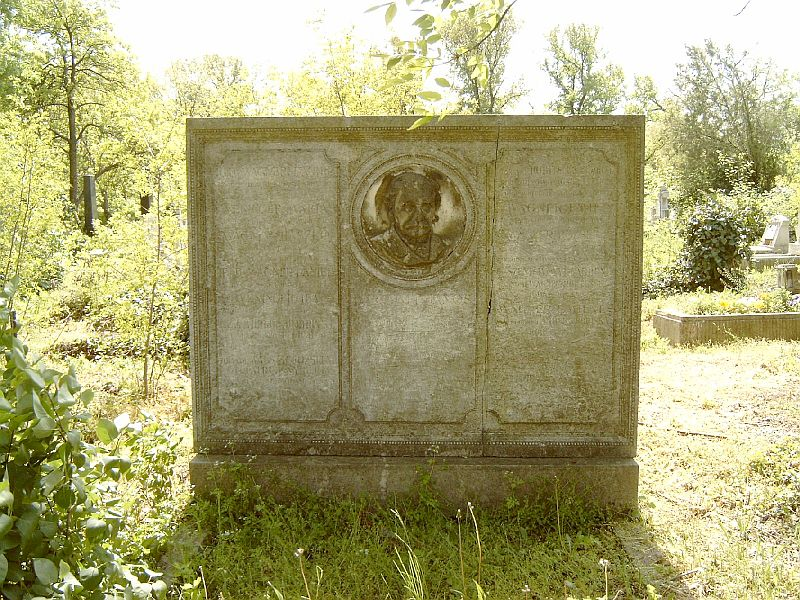
Wagner János és testvére sírja Budapesten. Új köztemető: 28-1-102/103. Alkotó: Senyei Károly

## Művei
- Dissertatio inaug. medica de gastromalacia (Vindobonae, 1835.);
- A kisded aszályról (Orv. Tár, 1841);
- Chemische-pharmaceutische Abhandlung über das Magnesium und Quecksilbercyanat (Ofen, 1843);
- Andeutung zu einer exacteren Actiologie (Zeitschr. Nat. u. Heilkunde, 1851);
- Emlékbeszéd néhai Sauer Ignácz egyetemi orvostanár felett (1870. nov. 20 Vindobonae, 1871.);
- A budapesti kir. m. tudom. egyetemi I. belgyógyászati kóroda épülete az 1882-ki berlini egészség- és mentésügyi kiállítás alkalmából. (Budapest, 1882.).